# Sandra Collantes
Sandra Collantes (Alcalá de Henares, España) es una actriz de cine, teatro y televisión que ha participado en diversas series y novelas, destacándose como parte del elenco de la serie en línea Chica busca chica. 

## Biografía
Sandra Collantes comenzó en la escuela de Karen Taff, donde se formó durante varios años y cursó hasta segundo de conservatorio de danza española. Simultaneó su pasión por el baile y las “zapatillas” con trabajos en importantes campañas de publicidad. 
La primera aparición teatral de Sandra Collantes fue en la obra Las siamesas del puerto, escrita por Andrés Lima y dirigida por Celia León, de la compañía Animalario. También ha participado como protagonista en Las fichas, obra escrita y dirigida por Secun de la Rosa con la compañía Caracalva. Pero fue con su papel de Malena en el musical Hoy no me puedo levantar, el más visto de la historia de los musicales españoles, el que la consagró tras más de 257 funciones. 
En el cine, ha participado como protagonista en la comedia R2 y el caso del cadáver sin cabeza, dirigida por Álvaro Saenz de Heredia, y Piensa, un psicothriller dirigido por Pablo Alvort. También ha participado en Una palabra tuya de Ángeles González-Sinde y Gente de mala calidad de Juan Cavestany, además de numerosos cortometrajes. 
Sandra Collantes ha participado en series de televisión como Antivicio, Esencia de poder, Luna negra, Obsesión, Amar en tiempos revueltos, Cuéntame cómo pasó, Herederos, y en la serie Cuestión de sexo. También es una de las protagonistas de la primera serie en línea Chica Busca Chica.

## Filmografía
Cine
2014
- De chica en chica. Dir Sonia Sebastián (coprotagonista)
- Historias de Lavapiés. Dir Ramón Luque (protagonista)

2007
- Una palabra tuya.  Dir. Ángeles Gonzalez Sinde
- Gente de mala calidad.  Dir. Juan Cavestany

2004
- R2 y el caso del cadáver sin cabeza. Dir. Álvaro Saenz de Heredia (coprotagonista)
- Piensa  Dir. Pablo Alvort (protagonista)

Televisión
2016     
- Serie Perdóname, Señor TELECINCO

2012     
- Serie Frágiles CUATRO

2008/09  
- Serie  Cuestión de sexo, CUATRO

2009 
- Serie Herederos, TVE1

2008
- Serie Lalola, Antena 3.(4 episodios).

2005/2006
- Serie Amar en tiempos revueltos,  TVE1

2004/05  
- Serie Cuéntame cómo pasó, TVE1

2005     
- Serie Obsesión, TVE1

2003     
- Serie Luna negra, TVE1

2002
- Serie Esencia de poder, Tele 5

2000
- Serie  Antivicio, Antena 3

Teatro
2013
- Chez Moi Dir. Pepe Quero
- Resplandor en la hierba Dir. Secun de la Rosa

2012    
- Micro Yerma Dir. María Velasco, texto Ariel Capone
- Nosotros 2023 Dir. Raúl Arévalo

2011    
- El imaginario de Cervantes Dir. Sonia Sebastián

2011    
- Te acuerdas Dir. Secun de la Rosa, texto Secun de la Rosa

2009/11 
- Las Fichas Dir. Secun de la Rosa. Radio Rara Teatro

2009    
- Hoy no me puedo levantar Dir. Juan Martínez Moreno

2007    
- Sólo mía Dir. Marta Álvarez
- Las siamesas del puerto Dir. Celia León (Animalario)

2002    
- El bufón del emperador Dir. José Luis Matienza

videos
- Forraje - Cuanta Gotera, Videoclip Ondina Maldonado & Sandra Collantes

Otros
- 2007 Serie en línea Chica busca chica, TERRA TV. Dir. Sonia Sebastián

Cortos
2016
- 32 de diciembre. Dir. Luis Soravilla

2014 
- Insomaniac. Dir Eva Nieto

2013 
- Cuestión de suerte. Dir Javier Sánchez
- Eso otro, de Alberto R. Peña-Marín y Marta Onzain

2009 
- Dos mujeres, un pájaro y una extraña historia de amor. Dir. Sonia Sebastián (Coprotagonista)

2002 
- Abriendo las entrañas  Dir. Daniel Dicenta (Protagonista)
- Conversaciones telefónicas. Dir. Daniel Dicenta (Protagonista)
- Feliz Dir. Daniel Dicenta Herrera  (Protagonista)
- Cacería humana Dir. Daniel Dicenta  (Protagonista)

2001 
- Índigo Dir. Jorge Quiroga (Protagonista)